# 雅赫摩斯二世
雅赫摩斯二世（英語：Ahmose II，前570年—前526年在位），埃及第二十六王朝（塞易斯王朝）法老。希腊人称之为阿摩西斯二世。原为军队长官。当时埃及国内正发生起义，当局命令雅赫摩斯前往镇压，但他却加入起义者的行列，并被军队和民众拥立为法老而推翻了原法老阿普里斯。雅赫摩斯二世缓和了利比亚雇佣军与希腊雇佣军之间的矛盾，与希腊各城邦及吕底亚广泛结盟，以防备波斯帝国侵略埃及。可是，埃及却还是在他死后的隔年，其子普萨美提克三世在位時被波斯帝国入侵並吞併。